# Скиллунт
Скиллу́нт (др.-греч. Σκιλλοῦς, лат. Scillūs) — город в элидской области Трифилии, при ручье  Селинунте, притоке Алфея. В 572 году до н. э., когда писаты под начальством Пирра (Πύρρος) вели войну против элидян, жители Скиллунта стояли на стороне первых, но были побеждены. Элидяне разрушили Скиллунт и Пису. Город находился в руинах до 392 года до н. э., когда лакедемоняне отторгли Скиллунт от Элиды и поместье, лежащее в городской черте, подарили Ксенофонту, изгнанному из Афин в 398 году до н. э. Здесь Ксенофонт жил до битвы при Левктрах в 371 году до н. э., когда элидяне изгнали его. В этот период он занимался сельским хозяйством, охотой и литературой, написал «Анабасис» и выстроил Артемиде святилище, копию в малом виде с Эфесского храма. Святилище отстояло от храма Зевса в Олимпии примерно на 20 стадий к югу. В ходе Беотийской войны город получил автономию от элидян.
По Страбону святилище Афины Скиллунтии у Скиллунта принадлежало к числу известных святилищ. Название происходит от др.-греч. σκίλλα — морской лук (Drimia maritima), эти растения в изобилии произрастают в области. Во времена Павсания город был в руинах. Местные жители рассказали Павсанию, что Ксенофонта простили элидяне, он получил разрешение вернуться в Скиллунт, жил последние годы здесь и умер, показывали могилу Ксенофонта.
Город раскопан на холме Профитис-Илиас в селе Макрисия. Были найдены остатки храма Афины, кладбище и руины зданий.